# Резолюция 275 на Съвета за сигурност на ООН
Резолюция 275 на Съвета за сигурност на ООН е приета на 22 декември 1969 г. по повод жалбата на Гвинея срещу действията на португалските въоръжени сили в Португалска Гвинея, които на 12 декември извършват въздушно нападение над гвинейска територия, причинявайки човешки жертви и материални щети сред местното цивилно население. Резолюция 275 осъжда португалските власти за извършеното от тях нападение и причинените вследствие на това човешки жертви и материални загуби в засегнатите селища на гвинейска територия и прзовава португалската страна да се въздържа от други нарушения на суверенитета и териториалната цялост на Гвинея. В резолюцията Съветът за сигурност също така настоява португалските власти в Гвинея-Бисау да освободят незабавно гвинейския пътнически самолет и пилотите му, пленени на 26 март 1968 г., както и гвинейската моторна баржа „Патрис Ломумба“, пленена заедно с пасажерите ѝ на 27 август същата година.
Резолюция 275 е приета с мнозинство от 9 гласа при шестима въздържали се от страна на Република Китай, Колумбия, Франция, Испания, Обединеното кралство и Съединените щати.